# Kyle Baun
Pour les articles homonymes, voir Baun.
Kyle Baun (né le 4 mai 1992 à Toronto dans la province d'Ontario au Canada) est un joueur professionnel canadien de hockey sur glace. Il évolue au poste d'ailier droit.
Il est le petit-fils de Bob Baun, ancien joueur de hockey professionnel.

## Biographie
Après avoir évolué dans les rangs juniors en Ontario, il rejoint en 2012 les Raiders de l'université Colgate et joue trois saisons avec l'équipe. Vers la fin de la saison 2014-2015, il signe avec les Blackhawks de Chicago en mars 2015 et joue trois matchs avec l'équipe.
Après avoir joué deux saisons avec l'équipe affiliée, les IceHogs de Rockford, il est échangé le 4 octobre 2017 par les Blackhawks aux Canadiens de Montréal contre Andreas Martinsen. Durant la saison, il est échangé aux Maple Leafs de Toronto avec Tomáš Plekanec contre Kerby Rychel, Rinat Valiev et un choix de 2e tour au repêchage de 2018.
Durant l'été 2018, il signe avec le club nord-irlandais des Belfast Giants, qui évoluent dans l'EIHL.

## Statistiques

### En club
| Saison     | Équipe                | Ligue      |    | Saison régulière | Saison régulière | Saison régulière | Saison régulière | Saison régulière |   | Séries éliminatoires | Séries éliminatoires | Séries éliminatoires | Séries éliminatoires | Séries éliminatoires |
| Saison     | Équipe                | Ligue      | PJ | B                | A                | Pts              | Pun              | PJ               | B | A                    | Pts                  | Pun                  |                      |                      |
| 2008-2009  | Toronto Jr. Canadiens | OJHL       | 2  | 0                | 1                | 1                | 0                | -                | - | -                    | -                    | -                    |                      |                      |
| 2009-2010  | Toronto Jr. Canadiens | OJHL       | 45 | 5                | 10               | 15               | 27               | 7                | 0 | 0                    | 0                    | 6                    |                      |                      |
| 2010-2011  | Colts de Cornwall     | CCHL       | 56 | 19               | 23               | 42               | 44               | 16               | 7 | 1                    | 8                    | 26                   |                      |                      |
| 2011-2012  | Colts de Cornwall     | CCHL       | 42 | 29               | 32               | 61               | 50               | 17               | 8 | 12                   | 20                   | 16                   |                      |                      |
| 2012-2013  | Université Colgate    | ECAC       | 36 | 14               | 10               | 24               | 30               | -                | - | -                    | -                    | -                    |                      |                      |
| 2013-2014  | Université Colgate    | ECAC       | 39 | 11               | 15               | 26               | 53               | -                | - | -                    | -                    | -                    |                      |                      |
| 2014-2015  | Université Colgate    | ECAC       | 38 | 14               | 15               | 29               | 68               | -                | - | -                    | -                    | -                    |                      |                      |
| 2014-2015  | Blackhawks de Chicago | LNH        | 3  | 0                | 0                | 0                | 0                | -                | - | -                    | -                    | -                    |                      |                      |
| 2015-2016  | Blackhawks de Chicago | LNH        | 2  | 0                | 0                | 0                | 0                | -                | - | -                    | -                    | -                    |                      |                      |
| 2015-2016  | IceHogs de Rockford   | LAH        | 43 | 1                | 8                | 9                | 16               | 3                | 0 | 0                    | 0                    | 0                    |                      |                      |
| 2016-2017  | IceHogs de Rockford   | LAH        | 74 | 14               | 20               | 34               | 42               | -                | - | -                    | -                    | -                    |                      |                      |
| 2017-2018  | Rocket de Laval       | LAH        | 54 | 4                | 12               | 16               | 24               | -                | - | -                    | -                    | -                    |                      |                      |
| 2017-2018  | Marlies de Toronto    | LAH        | 17 | 1                | 5                | 6                | 8                | -                | - | -                    | -                    | -                    |                      |                      |
| 2018-2019  | Belfast Giants        | EIHL       | 60 | 28               | 43               | 71               | 30               | 4                | 0 | 4                    | 4                    | 2                    |                      |                      |
| 2019-2020  | Capitals de Vienne    | EBEL       | 48 | 15               | 18               | 33               | 14               | 3                | 1 | 0                    | 1                    | 0                    |                      |                      |
| Totaux LNH | Totaux LNH            | Totaux LNH | 5  | 0                | 0                | 0                | 0                | -                | - | -                    | -                    | -                    |                      |                      |

## Trophées et honneurs personnels
- 2012-2013 : nommé dans l'équipe des recrues de l'ECAC.
- 2014-2015 : nommé dans la troisième équipe d'étoiles de l'ECAC.